# Homînți, Romnî
Homînți (în ucraineană Хоминці) este localitatea de reședință a comunei Homînți din raionul Romnî, regiunea Sumî, Ucraina.

## Demografie
Componența lingvistică a localității Homînți
     Ucraineană (98,12%)
     Rusă (1,69%)
     Alte limbi (0,19%)
Conform recensământului din 2001, majoritatea populației localității Homînți era vorbitoare de ucraineană (98,12%), existând în minoritate și vorbitori de rusă (1,69%).